# Цахнеуць
Цахнеуць (рум. Țahnăuți) — село у Резинському районі Молдови. Входить до складу комуни, адміністративним центром якої є село Цареука.

## Населення
За даними перепису населення 2004 року у селі проживали 1449 осіб.
Національний склад населення села:
| Національність       | Кількість осіб | Відсоток   |
| -------------------- | -------------- | ---------- |
| молдавани румуни     | 1407 14        | 97,1% 1,0% |
| росіяни              | 13             | 0,9%       |
| українці             | 7              | 0,5%       |
| гагаузи              | 4              | 0,3%       |
| болгари              | 1              | 0,1%       |
| цигани               | 1              | 0,1%       |
| інша / без відповіді | 2              | 0,1%       |
| Всього               | 1449           | 100%       |